# ده میرچی خرابه جنوبی
ده میرچی خرابه جنوبی مربوط به سده‌های اولیه دوران‌های تاریخی پس از اسلام است و در شهرستان مشگین‌شهر، بخش مرادلو، دهستان ارشق غربی، روستای سردی واقع شده و این اثر در تاریخ ۲۶ اسفند ۱۳۸۷ با شمارهٔ ثبت ۲۵۷۹۴ به‌عنوان یکی از آثار ملی ایران به ثبت رسیده است.